# Sergei Berezin
Sergei Berezin (en ruso: Серге́й Евгеньевич Березин; Voskresensk, RSFS de Rusia; 5 de noviembre de 1971 – 26 de junio de 2024) fue un jugador de hockey sobre hielo ruso que jugó en la posición de ala izquierda.

## Estadísticas

### Club
| 1989–90   | SKA MVO Kalinin     | USSR II   | 8   | 0   | 0   | 0   | 0  | —  | —  | —  | —  | —  |
| 1990–91   | Khimik Voskresensk  | USSR      | 30  | 6   | 2   | 8   | 4  | —  | —  | —  | —  | —  |
| 1991–92   | Khimik Voskresensk  | CIS       | 36  | 7   | 5   | 12  | 12 | 7  | 0  | 0  | 0  | 2  |
| 1992–93   | Khimik Voskresensk  | IHL       | 38  | 9   | 3   | 12  | 12 | 2  | 1  | 0  | 1  | 0  |
| 1993–94   | Khimik Voskresensk  | IHL       | 40  | 31  | 10  | 41  | 16 | 3  | 2  | 0  | 2  | 2  |
| 1994–95   | Kölner Haie         | DEL       | 43  | 38  | 19  | 57  | 10 | 18 | 17 | 8  | 25 | 8  |
| 1995–96   | Kölner Haie         | DEL       | 45  | 49  | 31  | 80  | 8  | 14 | 13 | 9  | 22 | 10 |
| 1996–97   | Toronto Maple Leafs | NHL       | 73  | 25  | 16  | 41  | 2  | —  | —  | —  | —  | —  |
| 1997–98   | Toronto Maple Leafs | NHL       | 68  | 16  | 15  | 31  | 10 | —  | —  | —  | —  | —  |
| 1998–99   | Toronto Maple Leafs | NHL       | 76  | 37  | 22  | 59  | 12 | 17 | 6  | 6  | 12 | 4  |
| 1999–2000 | Toronto Maple Leafs | NHL       | 61  | 26  | 13  | 39  | 2  | 12 | 4  | 4  | 8  | 0  |
| 2000–01   | Toronto Maple Leafs | NHL       | 79  | 22  | 28  | 50  | 8  | 11 | 2  | 5  | 7  | 2  |
| 2001–02   | Phoenix Coyotes     | NHL       | 41  | 7   | 9   | 16  | 4  | —  | —  | —  | —  | —  |
| 2001–02   | Montreal Canadiens  | NHL       | 29  | 4   | 6   | 10  | 4  | 6  | 1  | 1  | 2  | 0  |
| 2002–03   | Chicago Blackhawks  | NHL       | 66  | 18  | 13  | 31  | 8  | —  | —  | —  | —  | —  |
| 2002–03   | Washington Capitals | NHL       | 9   | 5   | 4   | 9   | 4  | 6  | 0  | 1  | 1  | 0  |
| 2003–04   | CSKA Moscow         | RSL       | 16  | 1   | 3   | 4   | 14 | —  | —  | —  | —  | —  |
| Total IHL | Total IHL           | Total IHL | 78  | 40  | 13  | 53  | 28 | 5  | 3  | 0  | 3  | 2  |
| Total DEL | Total DEL           | Total DEL | 88  | 87  | 50  | 137 | 18 | 32 | 30 | 17 | 47 | 18 |
| Total NHL | Total NHL           | Total NHL | 502 | 160 | 126 | 286 | 54 | 52 | 13 | 17 | 30 | 6  |

### Selección nacional
| Año   | Selección | Evento | Resultado        |    | PJ | G  | A  | Pts | PIM |
| ----- | --------- | ------ | ---------------- | -- | -- | -- | -- | --- | --- |
| 1991  | URSS      | WJC    | Medalla de plata | 7  | 3  | 1  | 4  | 6   |     |
| 1994  | Rusia     | OG     | 4°               | 8  | 3  | 2  | 5  | 2   |     |
| 1994  | Rusia     | WC     | 5°               | 6  | 2  | 1  | 3  | 2   |     |
| 1995  | Rusia     | WC     | 5°               | 6  | 7  | 1  | 8  | 4   |     |
| 1996  | Rusia     | WC     | 4°               | 8  | 4  | 5  | 9  | 2   |     |
| 1996  | Rusia     | WCH    | SF               | 2  | 1  | 0  | 1  | 0   |     |
| 1998  | Rusia     | WC     | 5°               | 6  | 6  | 2  | 8  | 2   |     |
| Total | Total     | Total  | Total            | 36 | 23 | 11 | 34 | 12  |     |